# O'Tacos
O'Tacos is een Franse fastfoodketen die in 2007 werd opgericht. Het hoofdkantoor is gevestigd in Montrouge nabij Parijs, O'Tacos heeft restaurants in heel Frankrijk alsook internationaal, te vinden in verschillende steden in België, Duitsland, Algiers (in Algerije), Marrakesh en Agadir in Marokko, Leeuwarden en Utrecht in Nederland. De keten is gespecialiseerd in "Franse taco's", een fastfoodgerecht dat bestaat uit een bloemtortilla wrap met frites, vlees en kaas.

## Geschiedenis
O'Tacos werd opgericht door Patrick Pelonero en zijn broers Silman en Samba Traoré. In 2014 hadden ze het idee om uit te breiden via een franchiseformule. Hierdoor kon met snel uitbreiden en werden er 24 restaurants geopend in datzelfde jaar.
Het eerste internationale restaurant van O'Tacos vond plaats in Marrakesh en werd snel gevolgd door een Belgisch restaurant in Schaarbeek middenin een populaire buurt, die zich op zowel studenten als inwoners van de stad richt.
In januari 2017 landde O'Tacos op Amerikaanse bodem in Brooklyn.

## Principe
De klant kiest zijn ingrediënten (vlees, sauzen en supplementen) in verschillende maten van M, L, XL en XXL. Ook is er een Gigataco, die meer dan twee kilo weegt. De Gigataco is net datgene wat het zo populair maakt onder jongeren. Het bedrijf promoot hun Gigataco via YouTube, Snapchat en Instagram en liet zich inspireren door een Amerikaans steakconcept. Hierdoor kan je in sommige franchises elke donderdagavond deelnemen aan de Gigatacos 19. Het is een wedstrijd waarin men moet slagen om de 2,5 kilo taco op te eten in minder dan 3,5 uur. De keten gebruikt halal-gecertificeerd vlees.